# Guaianases
Guaianases é um distrito situado na Zona Leste do município de São Paulo e pertencente à Subprefeitura de Guaianases.

## História

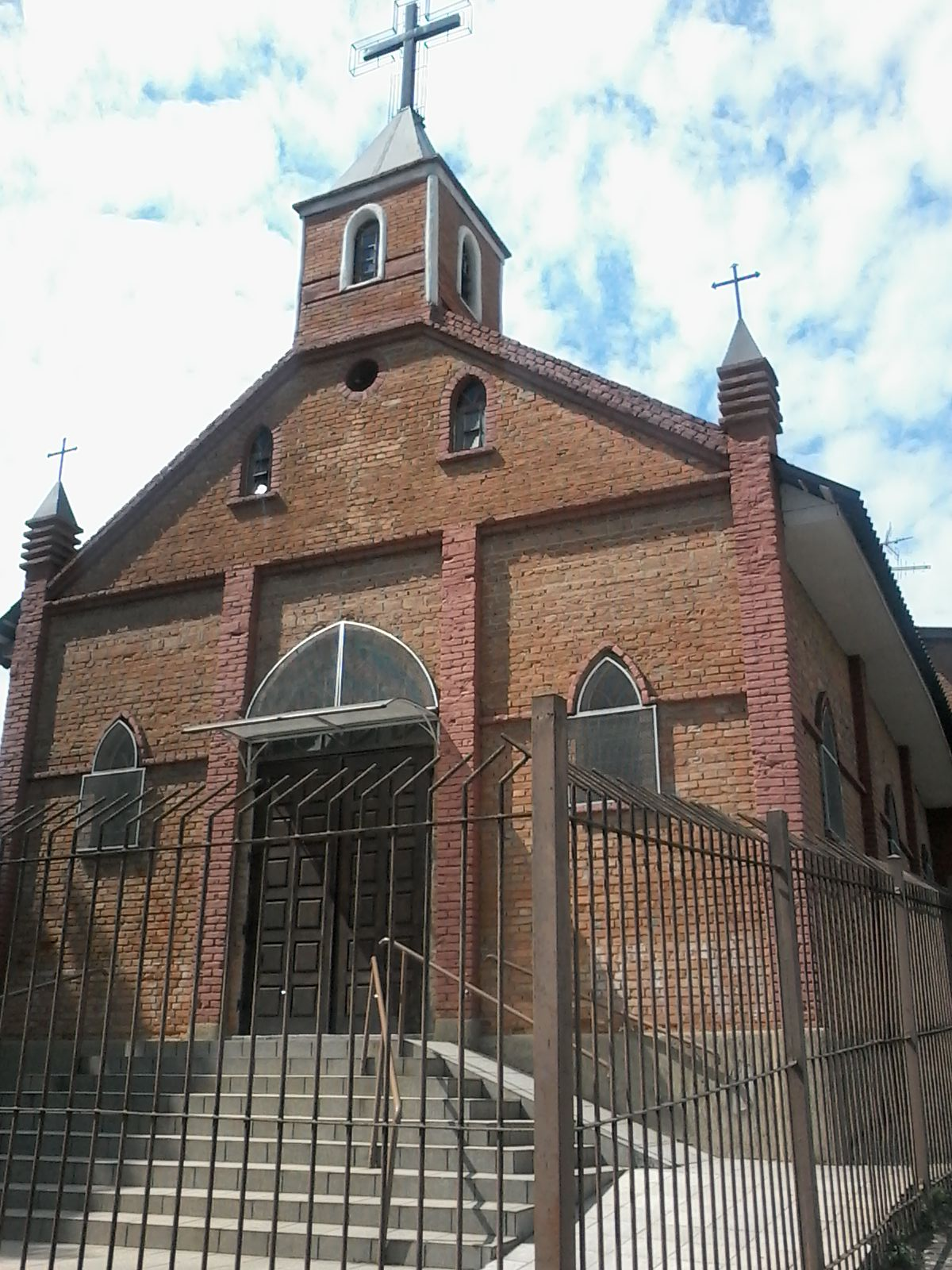
Igreja fundada em 1879 que se encontra hoje no distrito de Guaianases - esta é a segunda igreja de Santa Cruz que ainda permanece. A primeira, fundada em 1861 nas dependências da hoje Paróquia de Santa Quitéria, foi derrubada.

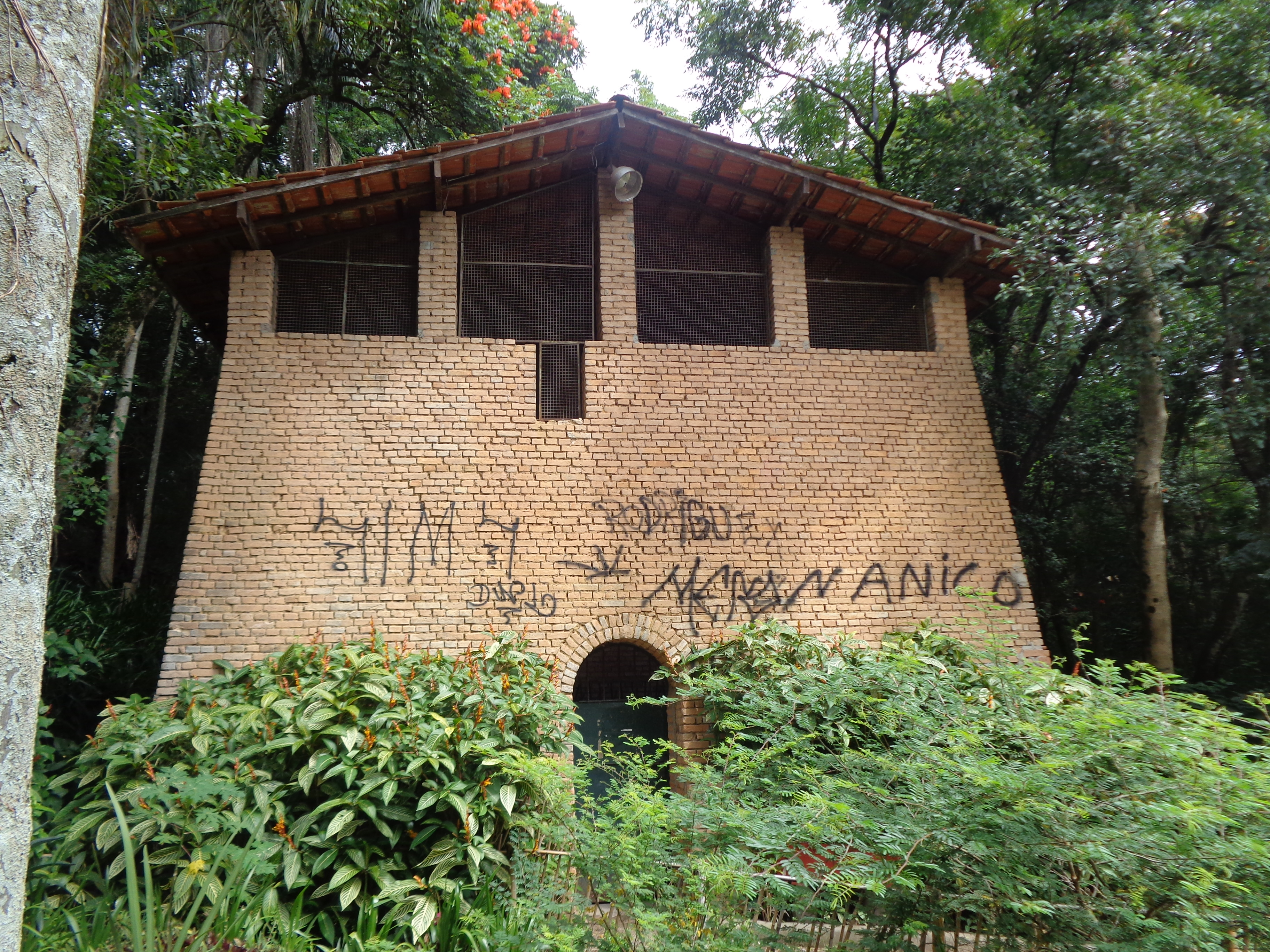
Olaria no parque chácara das flores

A formação do distrito de Guaianases é a mesma de Itaquera: ambos nasceram de aldeamentos indígenas e do esforço dos jesuítas, com destaque para o padre Manuel da Nóbrega e José de Anchieta, que fundaram o colégio Jesuíta para a catequese dos guaianás. O aldeamento prosseguiu, mas "por volta de 1820 os índios já estavam extintos e a terra encontrava-se em mãos de particulares".
Nessa época, o distrito era parada e pousada de viajantes, um ponto de passagem na Estrada do Imperador, que, depois, seguia para as minas de ouro. Existem registros de que a chácara do major Aníbal serviu de estadia para o próprio dom Pedro por mais de uma vez. Como de costume, ergueu-se uma igreja. Dessa vez, em homenagem a Santa Cruz do Lajeado Velho. Onde hoje está instalada a paróquia de Santa Quitéria, foi fundado, a 3 de maio de 1861, o bairro e uma capela chamada Santa Cruz. O bairro era chamado de Lajeado Velho. O local cresceu lentamente com a instalação de diversas olarias nas imediações e com a chegada dos trilhos da Estrada de Ferro do Norte mais tarde foi conhecida como Estrada de Ferro Central do Brasil. Em 1879, foi fundada a nova Capela de Santa Cruz e a antiga teve seu nome alterado para Santa Quitéria, porém viria a ser derrubada em meados do século XX para a construção de um novo templo.
A partir dos anos 1920, o bairro se tornou mais populoso, as olarias e a Estrada de Ferro Norte deram um impulso na economia local. Pela estrada de ferro também vieram os imigrantes italianos e posteriormente os espanhóis a partir de 1912, para dedicar-se à extração de pedras através das Pedreiras Lajeado e São Mateus. Mais tarde, começou o domínio da família Matheus que construiu um grande império no bairro. Em 7 de setembro de 1950, Isidoro Mateus fundou o E.C. Santa Cruz de Guaianases, nome que homenageava a Igreja de Santa Cruz. Até hoje, o time é considerado histórico dentro do futebol amador do estado de São Paulo e tinha a maior torcida da várzea paulistana. Além disso ficou conhecido como "Galo da Central".
Em 1957, o distrito recebeu oficialmente o nome de Guaianases, que era a tribo que o habitava. 

### Final da década de 70, e inicio da década de 80

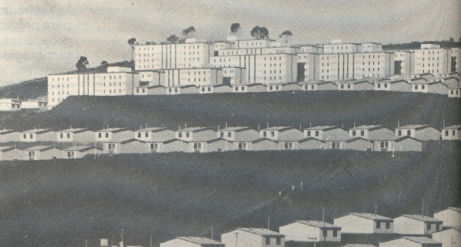
COHAB Jardim São Paulo

Pela grande presença de fazendas, olarias, e mata, a região se tornou o "epicentro" dos Conjuntos Habitacionais (juntamente com Itaquera) com isso, no final da década de 70, a COHAB adquiriu vários terrenos para seus futuros bairros habitacionais. Com Cidade Tiradentes virando uma subprefeitura independente de Guaianases, muitos bairros habitacionais que popularmente eram de Guaianases, acabaram sendo transferidos para Cidade Tiradentes, e que até hoje, é muito comum escutar moradores dizerem que moram em Guaianases, e não em Cidade Tiradentes. O único Bairro Habitacional que ficou por fora dos limites administrativos de Cidade Tiradentes, foi a COHAB Jardim São Paulo (mais conhecida popularmente como COHAB Juscelino Kubitschek, ou apenas Juscelino).

## Atualidade

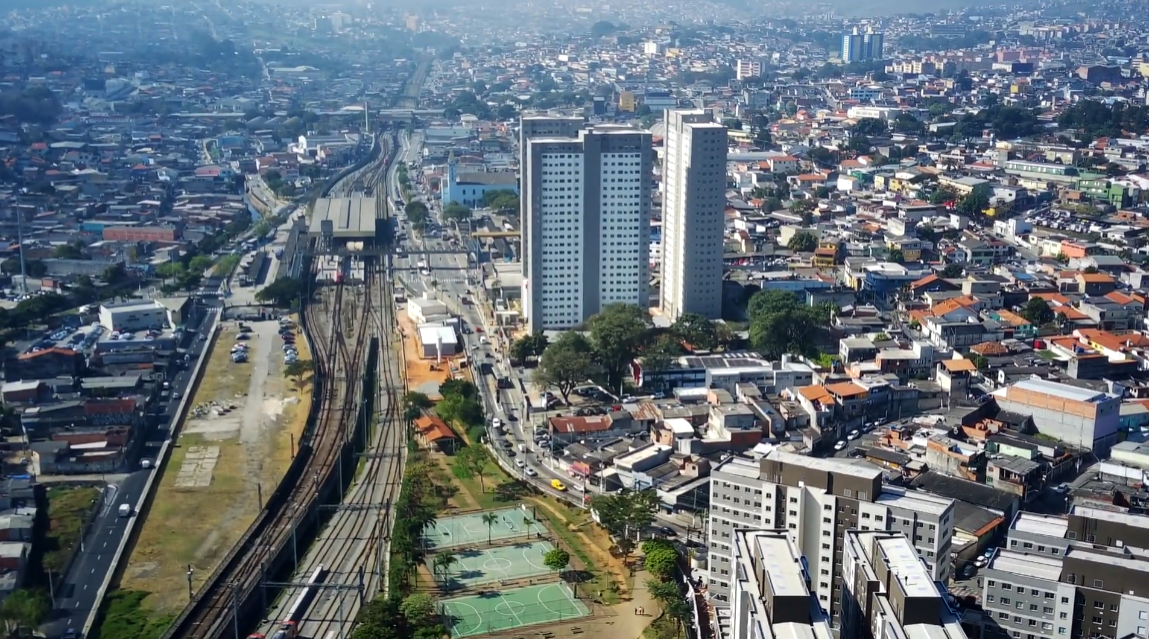
Foto aérea do distrito em 2023

Guaianases, no extremo leste de São Paulo, já foi apontado como um dos bairros mais precários do município, ao lado de Jardim Ângela, Grajaú, Pedreira, Jardim São Luís e Jardim Helena.

Esses dados são alavancados, pois, nesse período, o distrito de Cidade Tiradentes ainda fazia parte da subprefeitura de Guaianases. Então, o distrito agrupava toda essa região também, conhecida como uma das mais carentes do município. Uma região que, por muitos anos, fora esquecida pelas autoridades, com muitas favelas e bairros periféricos.

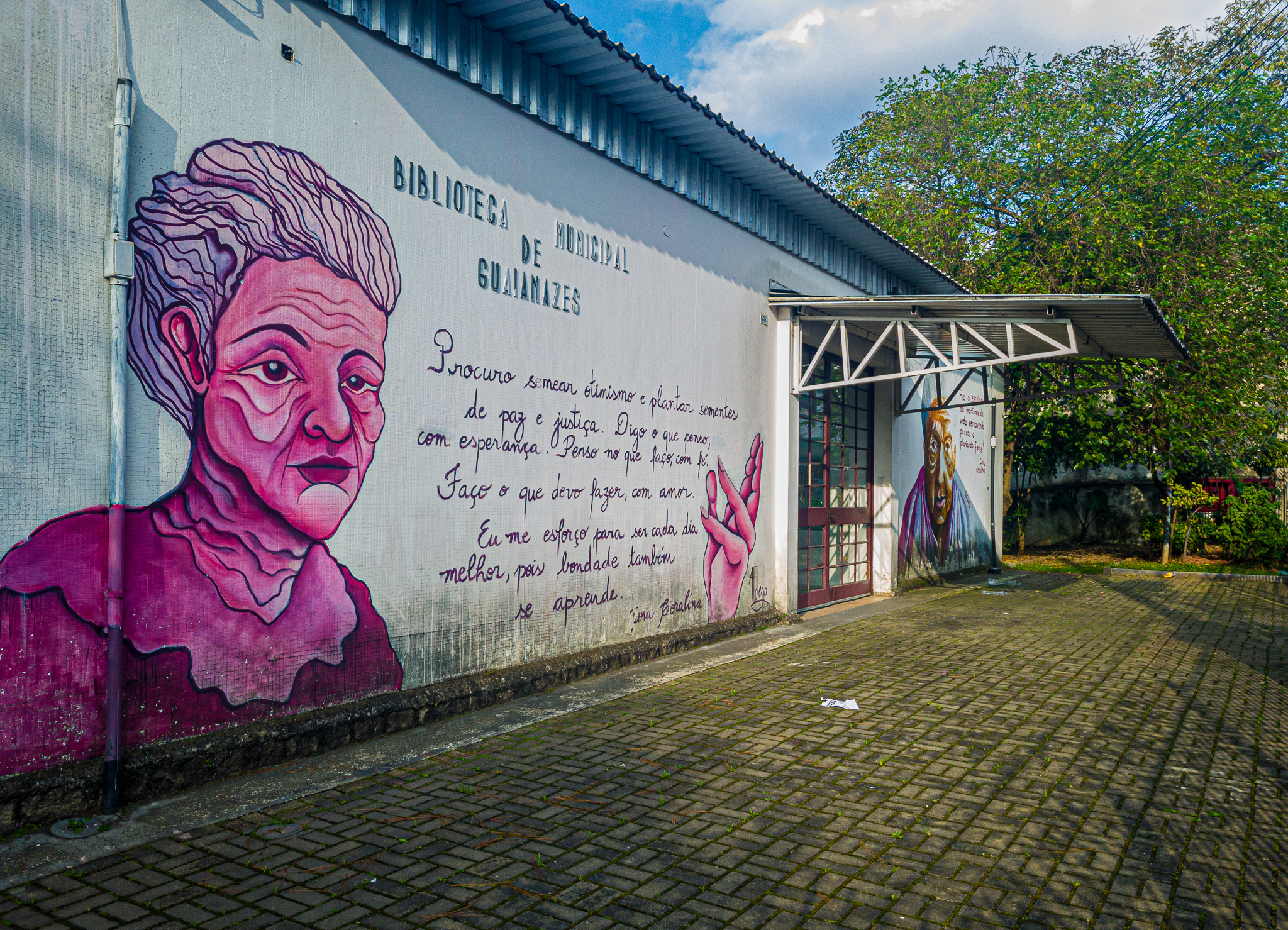
Biblioteca Cora Coralina

Segundo dados da Fundação Sistema Estadual de Análise de Dados (Fundação Seade), no ano 2010, 60,2% dos chefes de família do distrito recebiam, no máximo, três salários-mínimos. Mais de 15% dos 400 mil moradores viviam em regiões invadidas (favelas), número mais alto que o município como um todo: 11%. A taxa de analfabetismo é de 7,7% quando a média do município é de 4,88% e as taxas de defasagem escolar também são altas, muito embora não faltem vagas nas escolas municipais da região, segundo a subprefeitura.
A grande população e a falta de indústrias no local deram fama a Guaianases como localidade dormitório.
As favelas representam um caso mais complexo. A maioria das ocupações irregulares data de há décadas e boa parte das moradias já é de alvenaria. A solução seria, de acordo com a subprefeitura local, regularizar os espaços, especialmente nos extremos do Jardim São Paulo, Fazenda Santa Etelvina e Passagem Funda.
É classificado pelo CRECI como "Zona de Valor E", assim como outros distritos da capital: Campo Limpo, Brasilândia e Itaim Paulista.

## Educação

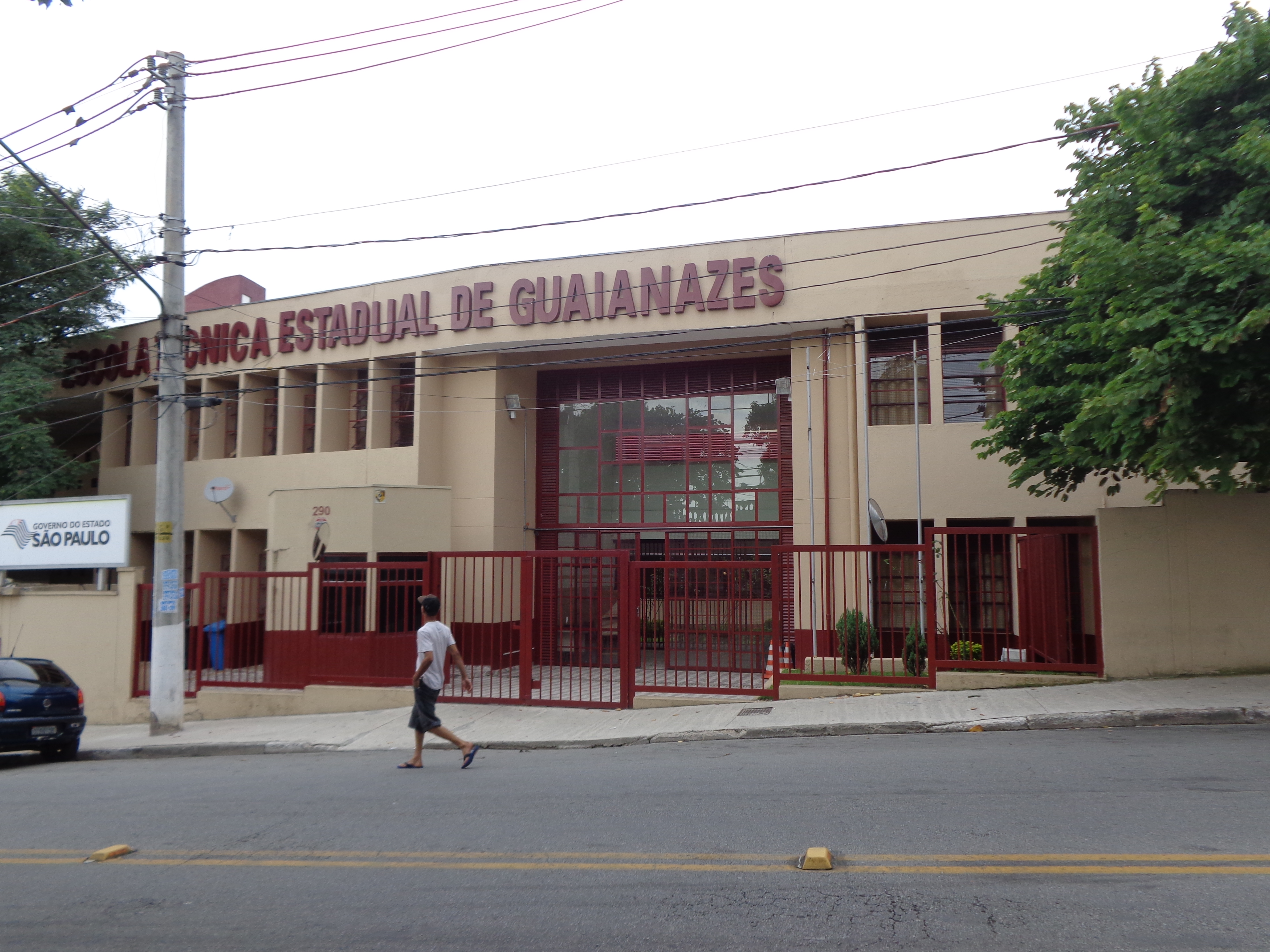
Escola Técnica Estadual de Guaianases

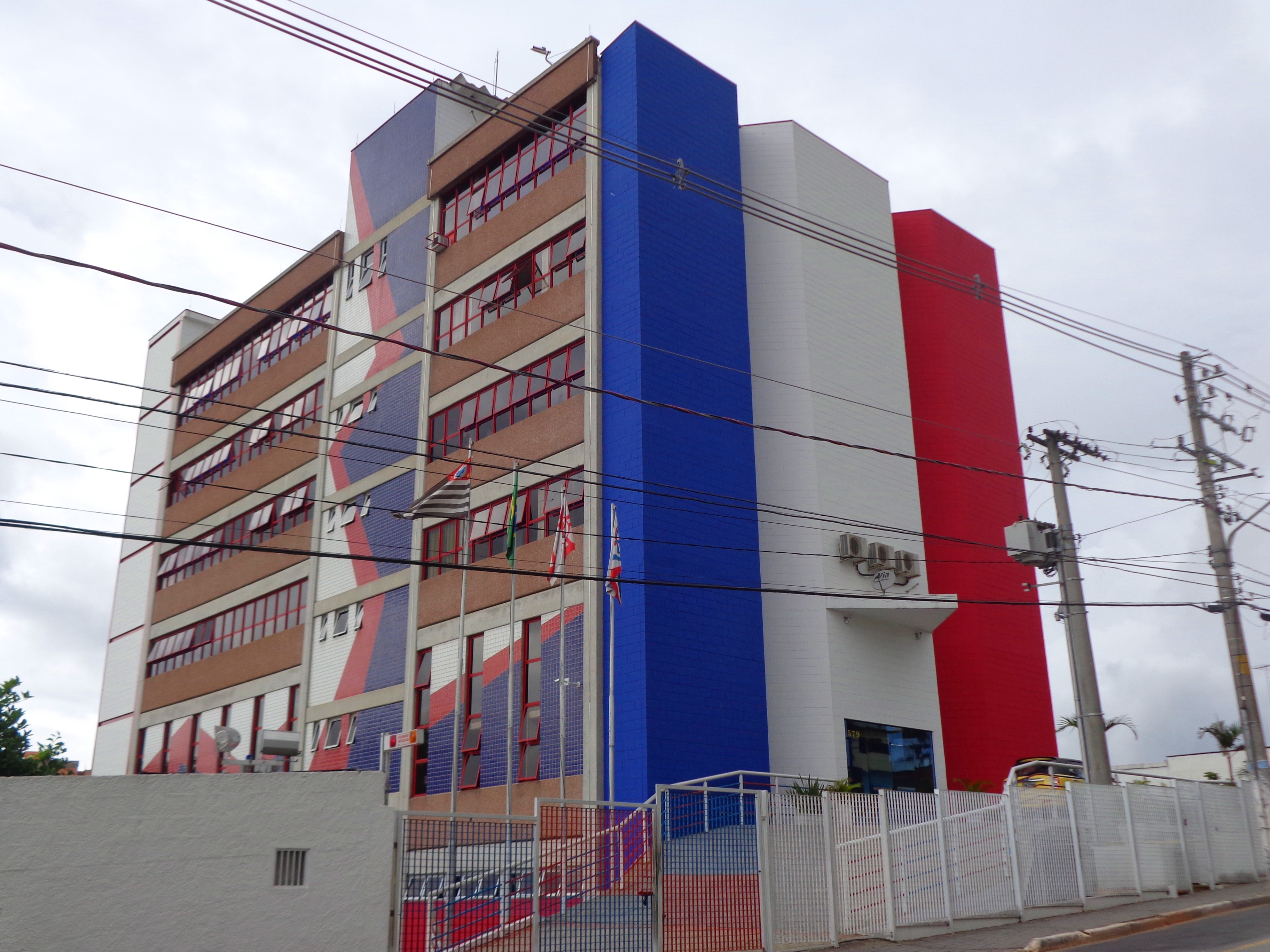
Instituto de Educação Amilton Oliveira Telles

O distrito conta com o Centro Educacional Unificado (CEU) Jambeiro, que possui três quadras poliesportivas, dois campos de futebol e três piscinas, além de um telecentro e uma biblioteca. O CEU se transforma em um clube nos finais de semana, e reúne até mil pessoas nos finais de semana mais quentes. O centro oferece, ainda, uma extensa programação cultural, com filmes, shows de música, teatro e campanhas de saúde voltadas à comunidade.
No CEU, estudam mais de dois mil alunos, do ensino infantil até a 8ª série do ensino fundamental. Deste total, 260 estudam em período integral. No tempo extra em que ficam no colégio, os estudantes têm aulas de informática, xadrez e dança, entre outros.
O distrito de Guaianases ainda conta com várias escolas das redes pública e privada, como, por exemplo, a escola técnica estadual Guaianases.

## Demografia
Evolução demográfica do distrito de Guaianases

## Transporte

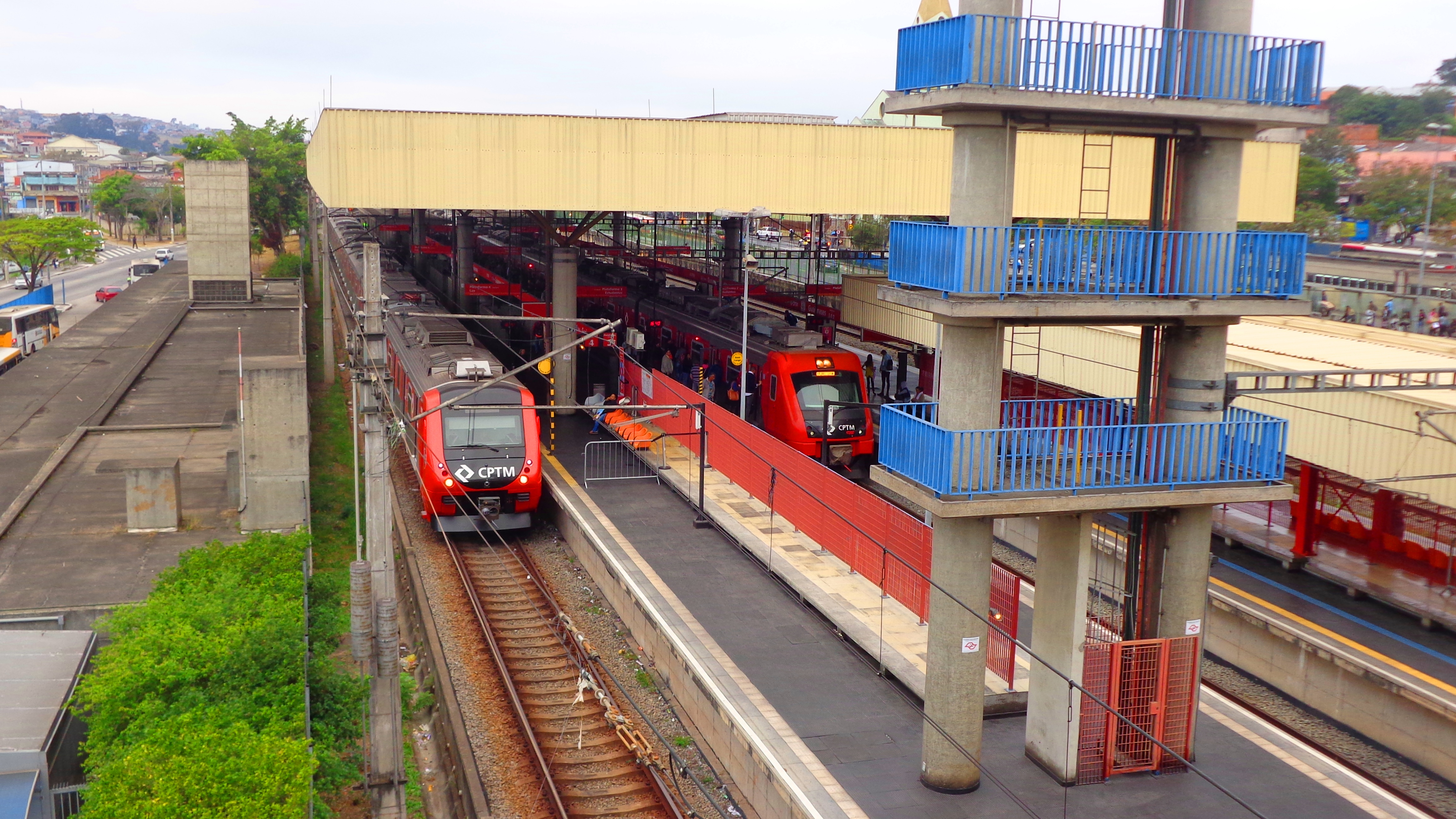
Plataformas da Estação Guaianases do Trem Metropolitano

É servido pela Estação Guaianases da Linha 11-Coral da CPTM, que dá acesso ao Centro da Capital e aos municípios de Ferraz de Vasconcelos, Poá, Suzano e Mogi das Cruzes. Além disso, é servido por linhas municipais e intermunicipais de ônibus.
As principais vias que ligam o distrito a região central do município são o Corredor Guaianases-Marginal e a Avenida Radial Leste.

## Distritos e municípios limítrofes
- José Bonifácio (Oeste)
- Lajeado (Norte)
- Ferraz de Vasconcelos (Leste)
- Cidade Tiradentes (Sul)